# تپه سلامت کوچینی
تپه سلامت کوچینی مربوط به عصر آهن - سده‌های اولیه دوران‌های تاریخی پس از اسلام است و در شهرستان گرمی، بخش موران، دهستان اجارود شرقی، روستای شلوه علیا واقع شده و این اثر در تاریخ ۱۲ دی ۱۳۸۶ با شمارهٔ ثبت ۲۰۳۰۹ به‌عنوان یکی از آثار ملی ایران به ثبت رسیده است.